# AXIOM (cámara)
AXIOM es una cámara de cine digital realizada con hardware libre y software libre de la familia de dispositivos que se están desarrollando por la comunidad DIY alrededor del proyecto apertus°.
La segunda generación de la cámara comunitaria, AXIOM Beta Compacta (CP), está actualmente bajo desarrollo.

## Historia

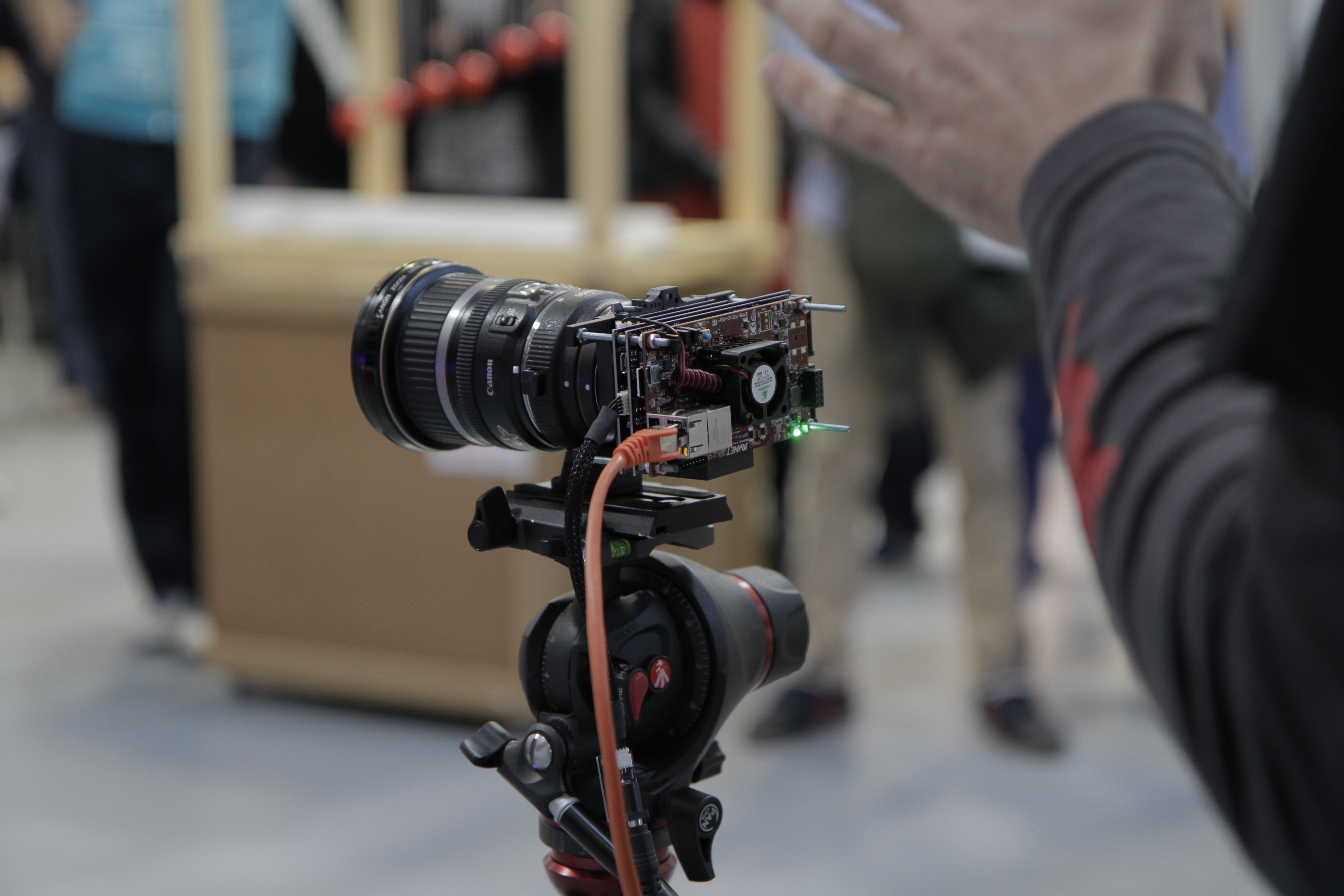
Imágenes de la presentación de la cámara Axiom Beta durante la MiniMakerFaire León 2016, realizada por el Laboratorio Bambara, para difundir el Cine Libre y explicar la labor de apertus, Open Source Cinema.

En 2006 Oscar Spierenburg, un director de cine holandés, informó en una discusión que tuvo lugar en DVInfo.net, titulada «3 channel 36 bit 1280 X 720 low $ camera» en el cual se mencionan las cámaras Elphel, que se emplean habitualmente en aplicaciones científicas.
Ese mismo año, en un hilo de discusión titulado «High Definition with Elphel model 333 camera» se publicó en el foro DVInfo.net, después de lo cual los miembros del foro discutieron cual sería la mejor forma de adaptar la cámara de hardware libre Elphel para utilizarlas en la producción de cine. Sebastian Pichelhofer descubrió este hilo en 2008, y participó en el proyecto desarrollando una interfaz para poder conectar un disco duro interno a una cámara Elphel.
A principios de 2009, y gracias a los más de 1000 comentarios que se habían añadido en este hilo a lo largo de tres años, la comunidad se dio cuenta de que iba a ser muy difícil mantener una visión completa del proyecto de esta forma, por lo que se creó una página web específica. Todas las decisiones que se realizaron sobre la elección del nombre y logotipo se decidieron de forma comunitaria.
Después de trabajar para Elphel, Pichelhofer se centró a tiempo completo en el proyecto en torno a 2011 y en julio de 2012 el plan para crear desde cero un prototipo de hardware de la cámara AXIOM, y así superar algunas de las limitaciones que se encontraron con el uso del hardware Elphel en ese momento (principalmente debido a que Elphel Inc. cambió el enfoque de la empresa para desarrollar una solución de cámaras panorámicas), fue anunciado en el Libre Software Meeting de Ginebra.  A este prototipo se le conoce como AXIOM Alpha y fue pensada para obtener retroalimentación desde escenarios típicos de filmación con el objetivo de incorporar ideas a la futura, más modular, versión de la cámara destinada a desarrolladores y primeros usuarios (AXIOM Beta I Developer Kit).
Poco tiempo después del comienzo del desarrollo de la AXIOM Alpha, se creó una organización sin ánimo de lucro para dar cobertura legal a la comunidad y Spierenburg registró la empresa apertus° con el fin de facilitar las responsabilidades que se habían descuidado hasta este punto, por ejemplo firmar contratos con proveedores de componentes/servicios electrónicos, pago por la fabricación de prototipos, etc. Debido a su impulso y entusiasmo por el proyecto, Pichelhofer fue elegido presidente de la asociación apertus°.
Después de leer un foro de un Hacklab local, publicado en mayo de 2013, Herbert Pötzl tomó conciencia de los esfuerzos de la comunidad y se reunió con Pichelhofer poco después. Pötzl tenía una amplia experiencia en ingeniería electrónica y desarrollo de software y fue nombrado líder técnico de AXIOM. Después de que Pötzl ayudara a desarrollar aspectos críticos de hardware y software, el prototipo AXIOM Alpha se exhibió en el Hackerlab de Viena en marzo de 2014, mientras que la planificación aproximada para una cámara más modular y potente estaba en marcha.
En 2014, después de la campaña de micromecenazgo realizada a través de Indiegogo, se comenzó a crear la AXIOM Beta, una cámara de cine digital creada con una pila de cinco placas de circuito impreso, software libre de código abierto y hardware libre que incorpora el sensor de imagen CMOS CMV12000 de ams Sensors Belgium.
En los últimos tiempos, y debido a que los fabricantes existentes se han mostrado reacios a abrir sus protocolos al resto del mundo, los grupos de usuarios han aceptado la responsabilidad y han contribuido a lo que se conoce como la «revolución DSLR» de primera mano, como por ejemplo la comunidad Magic Lantern (firmware). Magic Lantern es un complemento de software libre y de código abierto que se ejecuta desde una tarjeta SD/CF de la cámara. Agregó una serie de características nuevas a las cámaras DSLR de Canon que no incluyó de fábrica. Debido a que el concepto AXIOM Beta es esencialmente el equivalente de hardware al software que del originalmente fueron pioneros, Magic Lantern se coaligó con la asociación apertus° en septiembre de 2014. Desde entonces, la comunidad de Magic Lantern ha estado involucrada en varios experimentos de la ciencia del color utilizando la cámara.
La investigación sobre la AXIOM Gamma comenzó en marzo de 2015 después de que el proyecto recibiese fondos del programa horizonte 2020 de la Unión Europea.

### Línea de tiempo
| Fecha      | Modelo | Ref.          |
| ---------- | --- | ------------- |
| 10/07/2012 | Sebastian Pichelhofer anuncia el proyecto en Libre Software Meeting en Ginebra | [ 10 ]        |
| 04/09/2012 | apertus° recibe el «Premio de distinción» por Ars Electronica en la sección «Digital Communities» | [ 11 ] [ 12 ] |
| 07/03/2014 | Presentación del prototipo y prueba de concepto en el Metalab | [ 13 ]        |
| 10/09/2014 | apertus° se coaliga con Magic Lantern (firmware) | [ 14 ]        |
| 24/09/2014 | Presentación de apertus° Open Source Cinema Lab en el MuseumsQuartier Vienna en Artistic Bokeh | [ 15 ]        |
| 08/10/2014 | El desarrollo de AXIOM Beta recibió financiación a través de la campaña de micromecenazgo de Indiegogo | [ 16 ]        |
| 11/04/2015 | Se presenta el prototipo AXIOM Beta en la National Broadcaster Association Show (NAB) en Las Vegas | [ 17 ]        |
| 26/10/2015 | Presentación de AXIOM en OSCON, Ámsterdam | [ 18 ]        |
| 28/12/2015 | Presentación de AXIOM en 32C3 (Chaos Communication Congress) | [ 19 ] [ 20 ] |
| 06/02/2016 | Presentación de AXIOM en Transmediale Berlin | [ 21 ]        |
| 11/07/2016 | AXIOM se certificó como hardware abierto por la OSHWA | [ 22 ]        |
| 04/05/2017 | Se acepta el proyecto «Open Technology for Professional Film Production» de apertus° en el Summer of Code de Google | [ 23 ]        |
| 27/09/2017 | AXIOM de apertus° gana el premio «Open Minds Open Hardware» en la DrupalCon 2017 de Viena | [ 24 ]        |
| 15/02/2018 | El Neptec Design Group usa la AXIOM Beta DK en un caso de estudio para las actualizaciones planificadas del brazo manipulador diestro de propósito especial Dextre de la Agencia Espacial Canadiense a bordo de la Estación Espacial Internacional                    | [ 25 ]        |
| 01/02/2019 | El Observatorio de Marsella (LAM - Laboratoire d'Astrophysique de Marseille) anuncia Curve One - el primer sensor de imagen curvado de 20MP, de fotograma completo, del mundo. LAM utilizó la AXIOM Beta DK para llevar a cabo toda la investigación y el desarrollo. | [ 26 ]        |
| 02/05/2019 | apertus° anuncia AXIOM Micro - una cámara económica de circuito impreso y construida por la comunidad, con un sensor de baja calidad ideado para fines de desarrollo de hardware y software.                                                                          | [ 27 ]        |